# Anthropornis
Anthropornis is een geslacht van uitgestorven pinguïns. Fossielen zijn gevonden in lagen uit het Laat-Eoceen en Vroeg-Oligoceen van Seymour Island en Nieuw-Zeeland.

## Uiterlijke kenmerken
Het geslacht was opvallend groot en met een lengte tot 180 centimeter de grootst bekende pinguïn. Dat is ongeveer 60 centimeter groter dan de keizerspinguïn. Het gewicht van Anthropornis bedroeg ongeveer 90 kilogram. Een primitief kenmerk van Anthropornis was dat hij een gewricht in de vleugel had, iets wat de huidige pinguïns niet hebben. Ook waren de vleugels iets kleiner in verhouding met de lichaamslengte dan bij bijvoorbeeld de ezelspinguïn. Verder had hij nog een opvallend lange nek, snavel en poten. Het kan zijn dat ook bij de Anthropornis de lange nek hem vertraagd heeft als bij zeereptielen als de Plesiosaurus. Men denkt ook dat Anthropornis en verwanten nog veerachtige structuren aan de staart hadden.

## Levenswijze en extinctie
Anthropornis was net als de huidige pinguïns een viseter en kon goed zwemmen, hoewel minder goed dan de pinguïns van vandaag. Anthropornis kon ook harder lopen dan de huidige pinguïns door de langere poten. Grote, langhalzige pinguïns zoals Anthropornis begonnen te verdwijnen tijdens de komst van primitieve tandwalvissen als Squalodon, waarschijnlijk omdat zij de concurrentie niet aankonden.

## Ecologie
Anthropornis leefde op Seymour Island in het Laat-Eoceen samen met verschillende land- en zeedieren waaronder de oudst bekende baleinwalvis Llanocetus, een soort opossum, een microbiotherum, een lid van de uitgestorven familie buideldieren der Polydolopidae, verschillende fossielen van de uitgestorven orde van placentale zoogdieren der Gondwanatheria, de astrapotheriide Trigonostylops, leden van de grazende zoogdierenfamilie Sparnotheriodontidae, luiaards, een geslacht van lederschildpadden, valken, loopvogels en andere pinguïn-geslachten als Palaeeudyptes en Archaeospheniscus. Verder zijn er verschillende tweekleppigen en planten gevonden in lagen uit het Laat-Eoceen op Seymour Island. In Nieuw-Zeeland heeft men fossielen van Anthropornis gevonden uit het Vroeg-Oligoceen.

## Classificatie
Anthropornis was een lid van de familie der Spheniscidae, waartoe ook de huidige pinguïns behoren. Daarbinnen behoorde hij tot de uitgestorven onderfamilie der Palaeeudyptinae. Daarbinnen was hij verwant aan Palaeospheniscus, Palaeeudyptes, Pachydyptes, Platydyptes, Archaeospheniscus en Icadyptes